# Ивайло Цветков (футболист, р. 1979)
Вижте пояснителната страница за други личности с името Ивайло Цветков.
Ивайло Цветков е български футболист, полузащитник, състезател от юли 2008 г. на ПФК Миньор (Перник).
Започва кариерата си в Рилски спортист (Самоков), където преминава през всички формации на ДЮШ на самоковлии.
В периода 2003 - 2007 г. играе за тима на Локомотив (София).
След изтичането на договора му подписва с тима на Миньор (Перник).